# Halid Hasanović
Halid Hasanović (* 27. März 1992 in Villach) ist ein bosnischer Fußballspieler.

## Karriere
Hasanović begann seine Karriere in Österreich beim SV Seeboden. 2000 wechselte er zum SV Spittal/Drau. Zwischen 2006 und 2007 spielte er in der AKA Salzburg. 2012 wechselte er zur USK Anif. 2014 wechselte er zum SV Austria Salzburg, mit dem er 2015 den Aufstieg in den Profifußball feierte. Sein Profidebüt gab er am 7. Spieltag 2015/16 gegen den FC Wacker Innsbruck.
Nach dem Abstieg Salzburgs in die Regionalliga wechselte er im Sommer 2016 zum SV Friedburg in die Landesliga West.